# Drawing down the moon (rituale)
Il Drawing down the moon (letteralmente abbassare o tirare giù la luna) o Drawing down the Goddess (Abbassare la Dea) è una pratica Teurgica e rappresenta uno dei principali rituali di molte tradizioni wiccan contemporanee.

## Il rituale
Durante il rituale la Somma Sacerdotessa della coven, aiutata spesso dal Sommo Sacerdote, entra in uno stato di trance e chiede alla Dea, simboleggiata dalla luna, di entrare nel suo corpo e parlare attraverso di lei.
Da dati storicisi ha conoscenza che un rito simile veniva eseguito anticamente dalle streghe della Tessaglia, le quali credevano di poter controllare la Luna.
Solitamente il rito è eseguito dentro il cerchio, meglio all'aperto, in modo tale da permettere l'illuminazione da parte della Luna, ed è compiuto di solito durante un esbat, cioè nei momenti di plenilunio.
Nella forma più tradizionale del rituale, un sacerdote invoca dentro la sacerdotessa la Dea, la quale risponde attraverso di lei, pronunciando in maniera più o meno ispirata, quello che viene definito un "incarico", il quale perciò può essere del tutto spontaneo oppure preparato in precedenza (il che dipende solitamente dal grado di trance che la sacerdotessa riesce a raggiungere).
L'Incarico della Dea è uno dei più celebri, preceduto dalla forma invocatoria del sacerdote:
In alcune tradizioni di neowicca, anche il praticante solitario può cercare di compiere questo rito all'interno del cerchio sotto la luce della luna piena. Il solitario può assumere la posizione della Dea (braccia aperte con i palmi delle mani verso l'alto e gambe leggermente divaricate, a formare una specie di "Y") e recitare una preghiera o un canto.
Alcuni wiccan non restano legati ad alcuna forma prefissata del rituale, creando al momento un rituale personale ed adatto alle proprie esigenze. 
Sembra che il rito moderno si sia sviluppato sin dalla Wicca gardneriana ed è considerato un elemento centrale delle cerimonie delle coven gardneriane, così come di molte altre tradizioni.
Il drawing down the moon è in genere praticato su sole sacerdotesse, ma esso non esclude, in alcune tradizioni, l'esecuzione maschile. Inoltre, in diverse tradizioni in cui il rito è eseguito esclusivamente su donne, agli uomini è riservata l'invocazione di un rito analogo, il Drawing down the sun, in cui il praticante invoca il Dio.
Il drawing down the moon è dunque uno stato alterato di coscienza, una possessione rituale del divino. Con la possessione della Dea il praticante sente scorrere l'energia della Potenza Divina nel suo corpo, e a volte ha una visione totalmente diversa delle cose, riuscendo a comprenderne il significato nascosto.

## Il rituale nell'editoria
"Drawing Down the Moon" è anche il titolo del best seller internazionale della celebre giornalista e gran sacerdotessa gardneriana Margot Adler, che così lo descrive: 
(Margot Adler)